# コノハドリ属
コノハドリ属 (コノハドリぞく、Chloropsis) は、鳥類スズメ目コノハドリ科の唯一の属である。
コノハドリ（木葉鳥）と総称される。

## 特徴
東洋区（東南アジア・南アジア）に生息する。東洋区固有科は、鳥類ではコノハドリ科、ルリコノハドリ科 Irenidae、ヒメコノハドリ科 Aegithinidae だけである。
全身的に黄緑色の羽色である。なおこれに対し、ルリコノハドリ科は青色、ヒメコノハドリ科は黄色である。
樹上で果実、花蜜、昆虫などを食べる。

## 系統と分類
系統樹は Johansson (2008)より。
|  | ルリコノハドリ科 Irenidae                                                               |
|  |                                                                                         |
|  | コノハドリ科 Chloropseidae                                                              |
|  |                                                                                         |
|  | \| \| ハナドリ科 Dicaeidae \| \| \| \| \| \| タイヨウチョウ科 Nectariniidae \| \| \| \| |
|  |                                                                                         |
|  | core Passeroidea                                                                        |
|  |                                                                                         |
|  | ハナドリ科 Dicaeidae                                                                    |
|  |                                                                                         |
|  | タイヨウチョウ科 Nectariniidae                                                          |
|  |                                                                                         |

|  | ハナドリ科 Dicaeidae           |
|  |                                |
|  | タイヨウチョウ科 Nectariniidae |
|  |                                |

|  | ルリコノハドリ科 Irenidae                                                               |
|  |                                                                                         |
|  | コノハドリ科 Chloropseidae                                                              |
|  |                                                                                         |
|  | \| \| ハナドリ科 Dicaeidae \| \| \| \| \| \| タイヨウチョウ科 Nectariniidae \| \| \| \| |
|  |                                                                                         |
|  | core Passeroidea                                                                        |
|  |                                                                                         |
|  | ハナドリ科 Dicaeidae                                                                    |
|  |                                                                                         |
|  | タイヨウチョウ科 Nectariniidae                                                          |
|  |                                                                                         |

|  | ハナドリ科 Dicaeidae           |
|  |                                |
|  | タイヨウチョウ科 Nectariniidae |
|  |                                |

かつてはコノハドリ属、ルリコノハドリ属 Irena、ヒメコノハドリ属 Aegithina の3属は同じ科とされ、Irenidae または Aegithinidae と呼ばれた（現在の命名規約からは Aegithinidae Gray, 1869 よりも Irenidae Jerdon, 1863 に先取権がある）。それぞれルリコノハドリ科・ヒメコノハドリ科を意味するが、日本ではもっぱらコノハドリ科と呼ばれた。
Wetmore (1960) は頭骨の特徴から、コノハドリ属とヒメコノハドリ属のみをコノハドリ科 Chloropseidae とし（名目上は  Irenidae 科からコノハドリ科 Chloropseidae を分離した形となる）、ルリコノハドリ属はコウライウグイス科 Oriolidae に移しルリコノハドリ亜科 Ireninae とした。
Sibley & Ahlquist (1990) は、コノハドリ属とルリコノハドリ属のみをコノハドリ科 Irenidae とし、ヒメコノハドリ属はカラス科に移しヒメコノハドリ亜科 Aegithininae とした。これらは全てカラス上科に含められていた。
現在は、かつてコノハドリ科に含まれていた3属は、いずれも単型科をなす。ただしこのうち、系統的にカラス上科だったのはヒメコノハドリ科のみである。コノハドリ科とルリコノハドリ科はスズメ上科 Passeroidea の中で基底近く（オナガミツスイ科 Promeropidae に次ぐ）に位置する。

## 種
国際鳥類学会議 (IOC)による。11種。
- Chloropsis flavipennis, Philippine Leafbird, ミンダナオコノハドリ
- Chloropsis palawanensis, Yellow-throated Leafbird, パラワンコノハドリ
- Chloropsis sonnerati, Greater Green Leafbird, オオコノハドリ
- Chloropsis cyanopogon, Lesser Green Leafbird, コノハドリ
- Chloropsis cochinchinensis, Blue-winged Leafbird, アオバネコノハドリ
- Chloropsis kinabaluensis, Bornean Leafbird （C. cochinchinensis から分離）
- Chloropsis jerdoni, Jerdon's Leafbird （C. cochinchinensis から分離）
- Chloropsis aurifrons, Golden-fronted Leafbird, キビタイコノハドリ
- Chloropsis media, Sumatran Leafbird （C. aurifrons から分離）
- Chloropsis hardwickii, Orange-bellied Leafbird, アカハラコノハドリ
- Chloropsis venusta, Blue-masked Leafbird, アオツラコノハドリ